# 札幌市立新札幌わかば小学校
札幌市立新札幌わかば小学校（さっぽろしりつ しんさっぽろわかばしょうがっこう）は、北海道札幌市厚別区にある公立小学校である。
上野幌と青葉の両小学校が統合して、開校した。校舎は、上野幌小学校の校舎を使用する。

## 沿革
- 2020年（令和2年）
  - 3月27日 - 開校式を挙行する予定だったが、新型コロナウイルス感染拡大の影響で、中止となった。
  - 4月1日 - 開校。
  - 4月6日 - 最初の始業式と第1回入学式挙行。最初の新入生は72名。この新入生を含め、全校児童423名で、スタートを切った。なお、始業式は、新型コロナウイルス感染拡大防止対策により、各教室でテレビ放送での式挙行となった。
- 2021年（令和3年）
  - 3月23日 - 第1回卒業証書授与式挙行。最初の卒業生は82名。
  - 3月25日 - 最初の修了式と離任式挙行。

## 学区
- 厚別区青葉町3丁目～4丁目、青葉町5丁目（2番）、青葉町6丁目～10丁目、青葉町13丁目、青葉町16丁目、厚別南4丁目～7丁目[2]

## 周辺
- 札幌市立青葉中学校 - 緑地帯を挟み、敷地が隣接。また、主な進学先でもある。
- 厚別南緑地
- 厚別南公園

## アクセス
- 市営地下鉄東西線新さっぽろ駅で下車し、新札幌バスターミナルから、下述の路線バスに乗車し、「新札幌わかば小学校」バス停下車。
  - 北海道中央バス新110系統柏葉台団地行
  - JR北海道バス新11系統・新13系統厚別営業所行、循環新11系統・循環新12系統・循環新13系統・循環新16系統新札幌駅行、新16系統緑が丘団地行、新110系統柏葉台団地行